# Esther Allison
Esther Margarita Allison Bermúdez (Huacho, 4 de noviembre de 1918 - Lima, 4 de noviembre de 1992), escritora, poetisa y periodista peruana. Su poesía es «intimista, religiosa y sutilmente moralizante». Destacan tres de sus poemarios: Alba lírica, Alleluia y Relación de tu muerte. Fue también pionera de la literatura infantil peruana, junto a Francisco Izquierdo Ríos y Luis Valle Goicochea, por obras como La rosa verde, La mosquita de listón (teatro), Fablillas de Ningunillo y Raffiqué y Felipito Felipón (prosa).

## Biografía
Nació en Huacho como hija de Guillermo Pedro Allison Alibert y Julia Bermúdez Salinas, quien murió cuando era pequeña. Se vio influida por el ambiente europeo, ya que su padre, con quien mantuvo una íntima relación, era de ascendencia escocesa y francesa. Desde pequeña mostró una inclinación hacia las letras, algo en lo que era apoyada por su tío político, el reconocido escritor y poeta José Santos Chocano. 
Cursó su educación primaria en el Colegio Santa María Eufrasia y la secundaria en el Colegio Nacional Rosa de Santa María, donde tuvo como maestras a reconocidas intelectuales como Elvira García y García, Natalia Aubry de Madalengoitia y Juana Rosa Cockburn. Ingresó a la Pontificia Universidad Católica, graduándose de bachiller en Humanidades y obteniendo dos años después el grado de doctora en pedagogía. Sus compañeros de aula le publicaron una colección de poemas titulado Alleluia, por la que ganó la Medalla de Oro de la Municipalidad de Lima en 1947.
Ejerció la docencia en diversos colegios nacionales y privados de Lima, como en el Rosa de Santa María y el Mercedes Cabello, siendo también catedrática de la Pontificia Universidad Católica, de donde fue directora del Instituto Femenino de Estudios Superiores. Fundó diversos movimientos feministas y llegó a ser directora de Relaciones Culturales de la Casa de la Cultura del Perú. 
Trabajó para diversos periódicos como El Comercio o La Prensa, obteniendo el Premio Nacional Jaime Bausate y Meza y varios premios Garcilaso. Fue corresponsal y representante del gobierno peruano en el Congreso Interamericano de Educadores Católicos reunido en 1957. Su labor periodística no solo se limitó al Perú, sino que también envió diversos artículos a periódicos y revistas de México, Argentina, Brasil y Europa.
Publicó uno de sus poemarios, Relación de tu muerte, en el sexto volumen de la revista mexicana Poesía en el mundo en 1961. Al año siguiente ganó el Premio Nacional de Literatura por su obra de teatro La hoja del aire, editada por la Universidad de San Marcos, siendo premiada también ese mismo año en los Juegos Hispanoamericanos en España por Villancicos para el cenáculo (1962). 
Viajó dos veces a México, para dictar conferencias. En 1967 publicó una colección de poemas inéditos titulado Antología poética, editada por el presbítero e historiador mexicano Aureliano Tapia Méndez. En 1968 hizo un tercer viaje a México y empezó a residir en Monterrey, dedicada al trabajo docente. Publicó también nuevos poemarios. En 1984 regresó a Lima. Falleció a causa de un derrame cerebral generalizado.

## Obras
Sus obras, en su mayor parte, están dirigidas a niños y jóvenes.

### Teatro
- La mosquita de listón
- La hoja del aire. Premio Nacional de Literatura 1962.
- La rosa verde
- Lengüita larga
- La antara
- Palito de fósforo
- Dicen los decires que nació así la rosaté (1965)

### Prosa
- Historias de sol y garúa
- Fablillas de Ningunillo y Raffiqué
- Felipito Felipón

### Poesía
Escribió varios libros de poesía, entre los que destacan los siguientes:
- Alba lírica (Lima, 1935). Reunión de sus primeras poesías infantiles.
- Alleluia (Lima, 1947). Colección de sonetos y otros poemas de carácter místico. Medalla de oro de la Municipalidad de Lima.
- Relación de tu muerte (Monterrey, 1961). Poesías de su etapa de madurez, aunque no fueron publicadas en un volumen sino en la revista mexicana Poesía en el mundo.
- Villancicos para el cenáculo (1962). Premio en los Juegos Florales Eucarísticos Hispanoamericanos de Toledo, España.
- Florerías (México, 1968)
- Cancioncillas morenas a Guadalupe (México, 1975)
- Amor y mar (México, 1976)
- Cantata guadalupana. Glosas del Nicam Mopohua (México, 1983)

Una nutrida parte de su obra literaria todavía permanece inédita.